# Třída Yellowstone
Třída Yellowstone byla třída tendrů torpédoborců námořnictva Spojených států amerických. Jejich úkolem byla zásobovací a servisní podpora hladinových lodí včetně výměn plynových turbín LM2500. Každý tendr mohl podporovat až šest válečných lodí zakotvených po obou bocích. Celkem byly postaveny čtyři jednotky této třídy. Ve službě byly v letech 1980-1996.

## Stavba
Celkem byly loděnicí National Steel and Shipbuilding Company (NASSCO) v San Diegu postaveny čtyři jednotky této třídy. Do služby přijaty v letech 1980-1983.
Jednotky třídy Yellowstone:
| Jméno                   | Spuštěna | Vstup do služby | Status                                  |
| ----------------------- | -------- | --------------- | --------------------------------------- |
| USS Yellowstone (AD-41) | 1979     | 28. ledna 1980  | vyřazena 1996                           |
| USS Acadia (AD-42)      | 1979     | 6. června 1981  | vyřazena 1994, potopena jako cvičný cíl |
| USS Cape Cod (AD-43)    | 1980     | 17. dubna 1982  | vyřazena 1995, sešrotována              |
| USS Shenandoah (AD-44)  | 1982     | 15. srpna 1983  | vyřazena 1996                           |

## Konstrukce

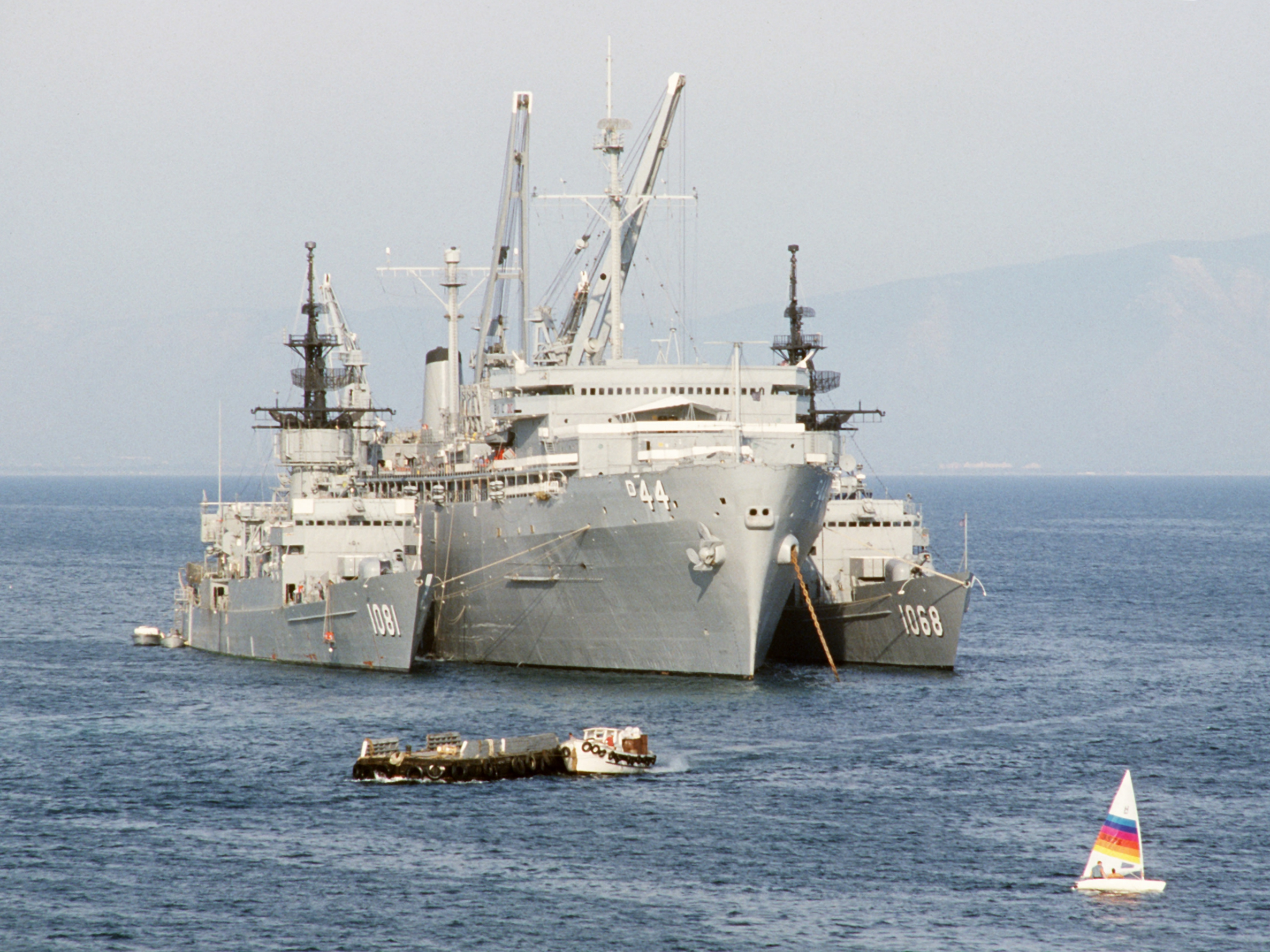
Shenandoah se dvěma fregatami třídy Knox po boku

Plavidla nesla námořní vyhledávací radar SPS-10, navigační radar LN-66 a satelitní komunikační systém SATCOM. Výzbroj tvořily dva 40mm kanóny a dva 20mm kanóny (jiný pramen uvádí dva 20mm kanóny a šest 12,7mm kulometů). Plavidla byla vybavena přistávací plochou a zařízením pro podporu vrtulníku. Pohonný systém tvořily dva kotle Combustion Engineering a turbína De Laval o výkonu 14 915 kW, pohánějící jeden lodní šroub. Nejvyšší rychlost dosahovala 20 uzlů.